# Маловицкий, Янкиф Панхусович
Я́нкиф Па́нхусович Малови́цкий (21 августа 1932, Ротмистровка, Смелянский район, Черкасская область — 9 февраля 2002, Геленджик, Краснодарский край) — советский и российский геолог, доктор геолого-минералогических наук, профессор, член-корреспондент РАЕН (1993), лауреат Государственной премии РФ (1995), заслуженный деятель науки РФ (1997), генеральный директор ВМНПО «Союзморгео», организатор морских геолого-геофизических работ.

## Биография
Родился 21 августа 1932 года в селе Ротмистровка, Смелянского района, Черкасской области. В 1955 году окончил с отличием Московский нефтяной институт им. акад. И. М. Губкина. 
В 1955 — 1959 годах — младший научный сотрудник Московского нефтяного института им. акад. И. М. Губкина. В 1959 году присуждена учёная степень кандидата геолого-минералогических наук, тема диссертации — «Геологическое строение и перспективы нефтегазоносности Доно-Донецких степей». 
В 1959 — 1964 годах — начальник тематической партии, группы каспийских партий Научно-исследовательской морской геофизической экспедиции (НИМГЭ) Всесоюзного научно-исследовательского института геофизических методов разведки (ВНИИГеофизики), руководитель Каспийской экспедиции ВНИИГеофизики. По его прогнозу была открыта крупнейшая структура Эрдекли на юго-восточной части туркменского побережья Каспийского моря и серия структур, перспективных на углеводороды, на Челекено-Левановском поднятии и Среднем Каспии. 
В 1964 году присуждена учёная степень доктора геолого-минералогических наук, тема диссертации —  «Тектоника акваторий южных морей СССР и перспективы их нефтегазоносности (по данным морских геофизических исследований)». 
В 1964 — 1965 годах — начальник советской морской геофизической экспедиции в Индии. Выполненные экспедицией работы по изучению глубинного строения индийского шельфа и континентального склона Индостана показали перспективность этого региона в содержании карбонатов (нефти и газа), была открыта крупнейшая нефтяная структура Бомбей-Хай. 
В 1965 — 1973 годах —  старший научный сотрудник, директор Геленджикского отделения Всесоюзного научно-исследовательского института морской геологии и геофизики (ВНИИМоргео) Министерства геологии СССР.
В 1973 — 1979 годах — директор Южного отделения Института океанологии им П. П. Ширшова АН СССР. 
В 1979 — 1989 годах — генеральный директор Всесоюзного морского научно-производственного объединения по геофизическим поискам и разведке месторождений нефти и газа (ВМНПО «Союзморгео») Министерства газовой промышленности СССР, директор Научно-исследовательского института морской геофизики (НИИМоргеофизики). Предприятия объединения стали первооткрывателями крупнейшего Штокмановского газоконденсатного месторождения в центральной части российского сектора Баренцева моря.
В 1989 — 1991 годах — руководитель группы обобщения геофизической информации на Кубе.
В 1991 — 2002 годах  — главный научный сотрудник, главный геолог, генеральный директор государственного предприятия — Производственное объединение «Союзморгео» Министерства топлива и энергетики РФ.
Скончался 9 февраля 2002 года в Геленджике.

## Основные научно-производственные достижения
Автор и соавтор более 230 научных работ, в том числе 8 монографий. Главные направления научной деятельности —  развитие методов геофизических исследований и их геологической интерпретации в области изучения строения и перспектив нефтегазоносности шельфов, морского дна и прилегающей суши. Участник Международных нефтяных, газовых и геологических конгрессов. Участник создания карт тектоники и нефтегазоносности Азово-Черноморского, Баренцевоморского, Средиземноморского и других бассейнов. Под его руководством подготовлено 12 кандидатов и 2 доктора наук.

## Научно-общественная деятельность
Участие в работе комиссии АН СССР по глубоководному бурению (изучению Чёрного, Каспийского и других морских бассейнов). Член научного Совета по проблеме «Тектоника Сибири и Дальнего Востока» АН СССР, член секции по разработке геофизических методов Межведомственного научного Совета ГКНТ СССР.

## Награды и звания
- Государственная премия РФ (1995) — за научное обоснование и открытие крупной сырьевой базы нефтяной и газовой промышленности на шельфе Западной Арктики[14]
- Заслуженный деятель науки РФ (1997)[15]
- Почётный разведчик недр РСФСР (1992)
- Заслуженный нефтяник РСФСР (1992)
- Медали «За трудовое отличие» (1981),  «Ветеран труда» (1986), «300 лет Российского флота» и др.[9]